# 차트니

처트니

차트니(힌디어: चटनी) 또는 처트니(영어: chutney)는 남아시아 · 서아시아를 중심으로 사용되고 있는 소스이다. 일반적으로 인도 아대륙의 요리와 관련된 스프레드이다. 처트니는 토마토 렐리시, 땅콩 고명, 요거트 또는 커드, 오이, 매운 코코넛, 매운 양파 또는 민트 디핑 소스와 같은 다양한 형태로 만들어진다.

## 어원
처트니라는 단어는 힌디어 चTONY chaṭnī에서 유래되었으며, 이는 '핥다' 또는 '식욕을 가지고 먹다'라는 चاتنا chāṭnā에서 유래되었다. 인도에서는 처트니가 신선하고 절인 요리를 무차별적으로 지칭한다. 그러나 몇몇 인도 언어에서는 신선하게 준비된 음식에만 이 단어를 사용한다.

## 남인도
남인도에는 채식하는 사람이 많아서 차트니가 식생활에서 중요한 위치를 차지한다. 간식의 일종인 티핀의 소스로 사용되는 경우가 많다. 만드는 방법도 다른 지역과 조금 다르다.